# Glutaraldehyde
Glutaraldehyde, được bán dưới thương mại Cidex và Glutaral cùng với một số những tên khác, là một loại chất khử trùng cũng như là một loại dược phẩm. Nếu dùng với vai trò một chất khử trùng, chúng sẽ được sử dụng để khử trùng dụng cụ phẫu thuật và các bề mặt khác. Nếu dùng với vai trò một loại thuốc, chúng được sử dụng để điều trị mụn cóc ở dưới của bàn chân. Chúng được bôi dưới dạng dung dịch.
Tác dụng phụ có thể kể đến như kích ứng da. Vì là một chất khử trùng mạnh, glutaraldehyde độc hại và gây kích ứng mạnh. Nếu tiếp xúc với số lượng lớn, các triệu chứng buồn nôn, đau đầu và khó thở cũng có thể xảy ra. Nên sử dụng thiết bị bảo hộ khi dùng thuốc. Glutaraldehyde có hiệu quả chống lại một loạt các vi sinh vật kể cả bào tử của chúng. Chúng có một số các cơ chế hoạt động khác nhau.
Glutaraldehyde được đưa vào sử dụng từ những năm 1960. Nó nằm trong danh sách các thuốc thiết yếu của Tổ chức Y tế Thế giới, tức là nhóm các loại thuốc hiệu quả và an toàn nhất cần thiết trong một hệ thống y tế. Chi phí bán buôn ở các nước đang phát triển là khoảng 1,50 đến 7,40 USD/lít dung dịch 2%. Ngoài hai ứng dụng trên, còn có một số cách sử dụng thương mại khác, chẳng hạn như thuộc da.